# Sie werden aus Saba alle kommen
Sie werden aus Saba alle kommen (BWV 65) ist eine Kirchenkantate von Johann Sebastian Bach, auch die „Goldkantate“ genannt.

## Entstehung und Worte
Bach schrieb die Kantate, um am Epiphaniasfest (Erscheinung des Herrn) seine erste Weihnachtszeit in Leipzig festlich abzuschließen. Die vorgeschriebenen Lesungen waren Jes 60,1–6  und Mt 2,1–12 , die Weisen aus dem Morgenland, die dem neugeborenen Jesus als Geschenke Gold, Weihrauch und Myrrhe bringen. Der unbekannte Textdichter ist möglicherweise derselbe wie für die unmittelbar zuvor aufgeführten Weihnachtskantaten Darzu ist erschienen der Sohn Gottes und Sehet, welch eine Liebe hat uns der Vater erzeiget. Er beginnt mit dem letzten Vers der Lesung, Jesajas Prophetie. Deren Erfüllung beschreibt, als zweiter Satz, die vierte Strophe des Chorals Ein Kind geborn zu Bethlehem (nach Puer natus in Bethlehem, 1543): Die Kön’ge aus Saba kamen dar. Das erste Rezitativ folgert, dass es Aufgabe jedes Christen ist, ebenfalls ein Geschenk zu bringen, nämlich sein eigenes Herz. Das wird Thema der folgenden Arie. Das zweite Rezitativ vergleicht den Glauben mit Gold, das Gebet mit Weihrauch und die Geduld mit Myrrhe, auch dies wird Thema der folgenden Arie. Der Schlusschoral ist die 10. Strophe von Paul Gerhardts Choral Ich hab in Gottes Herz und Sinn, den Bach später in der gleichnamigen Choralkantate BWV 92 bearbeitete.

## Besetzung und Aufbau
Bach überschrieb die Kantate wie folgt:

J. J. Festo Epiphan: Concerto. à 2 Core du Chasse. 2 Hautb: da Caccia. | due Fiauti 2 Violini è Viola con 4 Voci
Sie ist festlich besetzt. Die beiden männlichen Solostimmen, Tenor und Bass, und der vierstimmige Chor werden begleitet von zwei Hörnern, zwei Blockflöten, zwei Oboi da caccia, zwei Violinen, Viola und Basso continuo. Bach setzte ein Paar von Hörnern 1724 in seiner Weihnachtskantate Gelobet seist du, Jesu Christ, BWV 91, und in Teil IV, Fallt mit Danken, fallt mit Loben seines Weihnachtsoratoriums ein.
1. Coro: Sie werden aus Saba alle kommen
2. Choral: Die Kön’ge aus Saba kamen dar
3. Recitativo (Bass): Was dort Jesaias vorhergesehn
4. Aria (Bass, Oboen da caccia): Gold aus Ophir ist zu schlecht
5. Recitativo (Tenor): Verschmähe nicht, du, meiner Seele Licht
6. Aria (Tenor, alle Instrumente): Nimm mich dir zu eigen hin
7. Choral: Ei nun, mein Gott, so fall ich dir

## Musik
Der Eingangschor schildert, wie „alle“, nicht nur die drei Weisen, sich sammeln und in Bewegung setzen, um anzubeten. Horn-Signale rufen und bleiben während des Satzes präsent. Kanonische und imitatorische Entwicklungen zeichnen das Anwachsen der Menge. Den Mittelteil bildet eine ausgedehnte Chorfuge, gerahmt von zwei Abschnitten, in denen die Singstimmen in eine Wiederholung der instrumentalen Einleitung eingebettet sind. John Eliot Gardiner bemerkte im Zusammenhang seines Projektes Bach Cantata Pilgrimage, dass die Instrumentierung die Musik des Vorderen Orients nachahmt: Blockflöten in den hohen Lagen, die oft mit der Musik des Nahen Ostens verbunden wird, Oboen da caccia (in Tenorlage) für die schalmeiartigen Rohrblattinstrumente (Salamiya und Zurna) (“the high pitches often associated with oriental music and the oboes da caccia (in tenor register) to evoke the shawm-like double-reed instruments …”).
Der alte Choral, der über das Kommen der Könige aus Saba berichtet, ist vierstimmig gesetzt. Beide Rezitative sind secco, und die Arien haben kein da capo. Das erste Rezitativ endet als Arioso auf die Worte: „weil ich nichts Edlers bringen kann“. Diese Bescheidenheit kommt in der folgenden Arie durch die tiefe Lage der Oboen da caccia und die Bass-Stimme zum Ausdruck. Das Tenor-Rezitativ endet mit den Worten: „des größten Reichtums Überfluß mir dermaleinst im Himmel werden“. Um diesen Überfluss zu zeigen, wird die folgende Arie von sämtlichen Instrumenten begleitet, die sowohl konzertant als auch gemeinsam auftreten. Der Schlusschoral wird auf die Melodie von Was mein Gott will, das g’scheh allzeit gesungen, die Bach später häufig einsetzte, so in seiner gleichnamigen Choralkantate und als Satz 25 seiner Matthäus-Passion.

## Einspielungen
- Bach Made in Germany Vol. 1 – Cantatas I. Günther Ramin, Thomanerchor, Gewandhausorchester Leipzig, Gert Lutze, Johannes Oettel. Eterna, 1952.
- J.S. Bach: Cantata BWV 65. Marcel Couraud, Stuttgarter Bach-Chor, Badische Staatskapelle, Theo Altmeyer, Franz Crass. Philips, Mitte der 1950er Jahre?
- Les Grandes Cantates de J. S. Bach, Vol. 6. Fritz Werner, Heinrich-Schütz-Chor Heilbronn, Südwestdeutsches Kammerorchester Pforzheim, Helmut Krebs, Franz Kelch. Erato, 1959.
- J.S. Bach: Cantatas BWV 46 & BWV 65. Helmut Kahlhöfer, Kantorei Barmen-Gemarke, Kammerorchester Barmen, Georg Jelden, Theo Altmeyer, Jakob Stämpfli. Cantate, 1960.
- Bach Cantatas Vol. 1 – Advent and Christmas. Karl Richter, Münchener Bach-Chor, Münchener Bach-Orchester, Ernst Haefliger, Theo Adam. Archiv Produktion, 1967.
- J. S. Bach: Das Kantatenwerk – Sacred Cantatas, Vol. 4. Nikolaus Harnoncourt, Tölzer Knabenchor, Concentus Musicus Wien, Kurt Equiluz, Ruud van der Meer. Teldec, 1977.
- Die Bach Kantate, Vol. 21. Helmuth Rilling, Gächinger Kantorei, Bach-Collegium Stuttgart, Adalbert Kraus, Wolfgang Schöne. Hänssler, 1979.
- J. S. Bach: Complete Cantatas Vol. 8. Ton Koopman, Amsterdam Baroque Orchestra & Choir, Jörg Dürmüller, Klaus Mertens. Antoine Marchand, 1998.
- Bach Cantatas Vol. 18: New York. John Eliot Gardiner, Monteverdi Choir, English Baroque Soloists, James Gilchrist, Peter Harvey. Soli Deo Gloria, 2000.
- J. S. Bach: Cantatas Vol. 21. Masaaki Suzuki, Bach Collegium Japan, James Gilchrist, Peter Kooij. BIS, 2002.
- J. S. Bach: Cantatas for the Complete Liturgical Year Vol. 4. Sigiswald Kuijken, La Petite Bande, Elisabeth Hermans, Petra Noskaiová, Jan Kobow, Jan van der Crabben. Accent, 2006.